# Рагби репрезентација Србије до 18 година

Рагби репрезентација Србије до 18 година је национални рагби тим Србије за играче млађе од 18 година и под контролом је Рагби савеза Србије.

## Састав на Европском првенству 2016.
- Николић Лука
- Виктор Артур Стефанеску
- Карановић Војин
- Милосављевић Милош
- Нешић Лука
- Младеновић Филип
- Рајовић Урош
- Јерковић Стефан
- Хаџић Јован
- Ћирић Давид
- Вукотић Радован
- Вишњић Душан
- Аврамовић Аљоша
- Михајловић Александар
- Богојевић Душан
- Славић Урош
- Славић Лука
- Хебар Димитрије
- Марковић Данијел
- Шврака Лазар
- Васић Марко
- Арсенијевић Матија
- Теовановић Срђан
- Милинковић Јанко